# Anthaxia gianfrancoi
Anthaxia gianfrancoi es una especie de escarabajo del género Anthaxia, familia Buprestidae. Fue descrita científicamente por Bílý en 2000.